# コウシュンウマノスズクサ
コウシュンウマノスズクサ（学名: Aristolochia zollingeriana）は、ウマノスズクサ科ウマノスズクサ属に属する多年性つる草の1種である。つるは無毛、花は葉腋に3–4個集まってつき、花筒と子房の間に短い柄がある。日本の宮古諸島から台湾、東南アジアに分布し、日本では絶滅危惧II類に指定されている。

## 特徴
多年性のつる草であり、無毛、長さ5メートル (m) 以上になることもある。葉は互生し、三角状卵形からひし形状心形、長さ5–12センチメートル (cm)、幅 5–9 cm、基部は浅い心形、先端が尖り、革質、表面は光沢があり、裏面は淡白色で細毛が密生する。葉柄は長さ 1.5–3.5 cm。
花期は6–8月。花は葉腋に3–4個集まってつき、花柄は長さ 1–1.5 cm。花筒（萼筒、花被筒）は淡緑色から淡褐色、長さ 3–4 cm、湾曲し、子房との間に短い柄があり、基部が球形にふくらみ、先端（舷部）の上部は舌状に大きく拡大、舷部両縁は反り返る。舷部内面は褐色を帯び、粗毛がある。花筒内部は毛があるが、のちに脱落する。
果実は蒴果、倒卵状球形、長さ 5–6 cm、基部から6裂する。種子は扇形で扁平、長さ 6–7 mm、周縁に翼がある。染色体数は 2n = 12。
他のウマノスズクサ属の植物と同様、有毒なアルカロイドやアリストロキア酸を生成する。ジャコウアゲハやベニモンアゲハはコウシュンウマノスズクサを食草とし、体内に有毒成分を蓄積する事で、鳥などに捕食されないようにしている。

## 分布・生育環境
南西諸島の宮古諸島（宮古島、池間島、大神島、伊良部島、来間島）と尖閣諸島（魚釣島）、台湾、フィリピン、ベトナム、マレーに分布する。海岸や低地の明るい林縁部に生育する。

## 保全状況評価
絶滅危惧II類 (VU)（環境省レッドリスト）
環境省および沖縄県では、絶滅危惧II類に指定されている。

## 分類
宮古島で発見されたコウシュンウマノスズクサには、当初は Aristolochia tagala の学名が充てられていた。またその変種（A. tagala var. kankaoensis）とすることや Aristolochia roxburghiana の亜種（A. roxburghiana subsp. kankauensis）とすることも提唱されていた。その後、コウシュンウマノスズクサには一時的に Aristolochia tubiflora の名が充てられたこともあったが、2022年現在では Aristolochia zollingeriana の学名が充てられている。